# Poecilosomella varians
Poecilosomella varians är en tvåvingeart som beskrevs av Oswald Duda 1925. Poecilosomella varians ingår i släktet Poecilosomella och familjen hoppflugor. Inga underarter finns listade i Catalogue of Life.